# Me too (アルバム)
『Me too』（ミー・トゥー）は、岩崎宏美の19枚目のオリジナル・アルバム。1988年7月21日発売。発売元は、ビクター音楽産業。
規格品番SJX-30364（レコード）／VDR-1537（CD）

## 解説
- 岩崎の結婚前最後のオリジナル盤。LPレコード仕様で発売されたのも、この作品が最後となった。
- ビクターエンタテインメントの「岩崎宏美　紙ジャケット・コレクション」の最終作でもある。
- 2007年に紙ジャケットで復刻された際には、シリーズの仕様の都合によりアルバムタイトルに帯が使用されているが、同時期に発売された「Disney Girl」と同じく、本来はステッカー仕様で発売されており、このステッカーを復刻したものが別に封入されている。
- この復刻盤には、45thシングル「未成年」と、そのB面曲「透きとおった時間」（1988.12.16）、46thシングル「夢見るように愛したい」と、そのカップリング曲で英語バージョンである「A PEACE OF MIND 夢見るように愛したい〜English Version〜」（1989.6.7）、および、過去のヒット曲のオリジナル・カラオケ3曲がボーナス・トラックとして収録された。

## 収録曲

### オリジナル盤
1. Dance with a lonliness
  - 作詞: 影森潤、作曲・編曲: 和泉常寛
2. 私らしく
  - 作詞: 影森潤、作曲・編曲: 和泉常寛
3. Southern wind
  - 作詞: 影森潤、作曲: 和泉常寛、編曲: 中村哲
4. Interval
  - 作詞: 上杉伸之助、作曲: 濱田金吾、編曲: 中村哲
5. I miss you so long（さよならもいいね）
  - 作詞: 影森潤、作曲: 和泉常寛、編曲: 中村哲
6. 聞こえてくるラプソディー
  - 作詞: 上杉伸之助、作曲: 濱田金吾、編曲: 戸塚修
7. 最初広いBEDに座った
  - 作詞: 上杉伸之助 、作曲: 濱田金吾、編曲: 戸塚修
8. あなたのいらだちと私の理由
  - 作詞: 上杉伸之助、作曲: 濱田金吾、編曲: 中村哲
9. 唐突
  - 作詞: 上杉伸之助、作曲: 濱田金吾、編曲: 戸塚修
10. さよなら夏のリサ
  - 作詞: 上杉伸之助、作曲: 濱田金吾、編曲: 戸塚修

### CD（2007年盤）
1. Dance with a loneliness
2. 私らしく
3. Southern wind
4. Interval
5. I miss you so long（さよならもいいね）
6. 聞こえてくるラプソディー
7. 最初広いBEDに座った
8. あなたのいらだちと私の理由
9. 唐突
10. さよなら夏のリサ
11. 未成年（ボーナス・トラック）
  - 作詞: 阿久悠、作曲: 三木たかし 、編曲: 萩田光雄
  - 45thシングル。
12. 透きとおった時間（ボーナス・トラック）
  - 作詞: 阿久悠、作曲: 三木たかし、編曲: 萩田光雄
  - 45thシングル「未成年」のB面曲。
13. 夢見るように愛したい（ボーナス・トラック）　※益田宏美名義
  - 作詞: 売野雅勇、作曲: 林哲司、編曲: 大村雅朗
  - 46thシングル。
14. A PEACE OF MIND　夢見るように愛したい 〜English Version〜（ボーナス・トラック）　※益田宏美名義
  - 作詞: 売野雅勇、英語詞: R.Wright、作曲: 林哲司、編曲: 大村雅朗
  - 46thシングル「夢見るように愛したい」のカップリング曲。
15. 決心（オリジナル・カラオケ）（ボーナス・トラック）
  - 作曲: 奥慶一、編曲: 萩田光雄
16. 夜のてのひら（オリジナル・カラオケ）（ボーナス・トラック）
  - 作曲: 筒美京平、編曲: 武部聡志
17. 未成年（オリジナル・カラオケ）（ボーナス・トラック）
  - 作曲: 三木たかし、編曲: 萩田光雄